# Madagaskar i olympiska sommarspelen 1972
Madagaskar deltog med 11 deltagare vid de olympiska sommarspelen 1972 i München. Ingen av landets deltagare erövrade någon medalj.